# 密花柽柳
密花柽柳（学名：Tamarix arceuthoides）为柽柳科柽柳属下的一个种。